# Sét Catatumbo

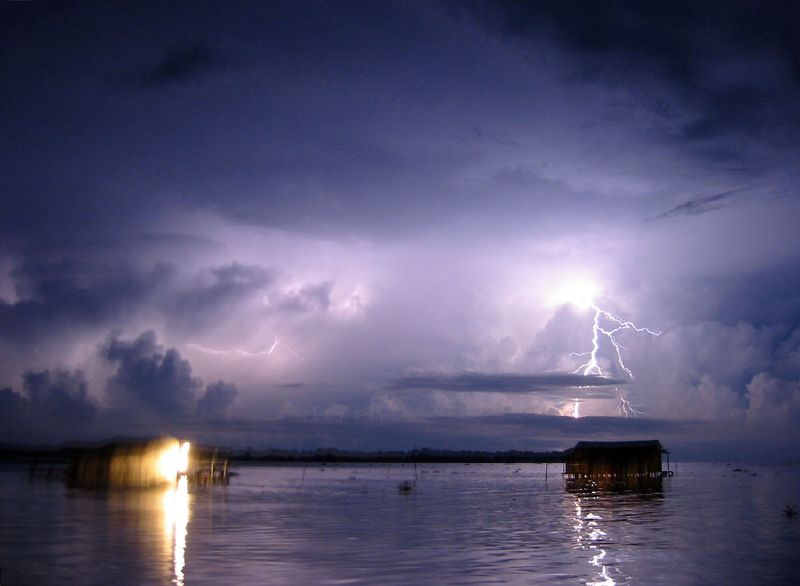
Sét Catatumbo vào ban đêm

Sét Catatumbo (Tiếng Tây Ban Nha: Relámpago del Catatumbo) là một hiện tượng khí quyển ở Venezuela. Nó chỉ xảy ra trên đỉnh núi sông Catatumbo nơi nó đổ vào hồ Maracaibo. Với những tia sét mạnh xảy ra thường xuyên bên trên một diện tích nhỏ, nơi này được coi như là nơi tạo ra ozone (ở tầng đối lưu) nhiều nhất thế giới
Nó bắt nguồn từ những đám mây bão lớn ở độ cao trên 5 km, và xảy ra trong suốt 140 đến 160 đêm một năm, 10 giờ một ngày và lên đến 280 lần mỗi giờ. Nó xảy ra bên trên và quanh khu vực hồ Maracaibo, điển hình là trên vùng đầm lầy được tạo bởi sông Catatumbo chảy vào hồ.
Sau khi xuất hiện liên tục trong hàng thế kỷ, những tia sét này đã ngưng lại từ tháng Một đến tháng Tư năm 2010, dường như là do hạn hán. Làm tăng lên sự lo lắng hiện tượng này sẽ biến mất mãi mãi. Nhưng nó đã xuất hiện lại chỉ sau vài tháng.

## Vị trí và cơ chế hình thành

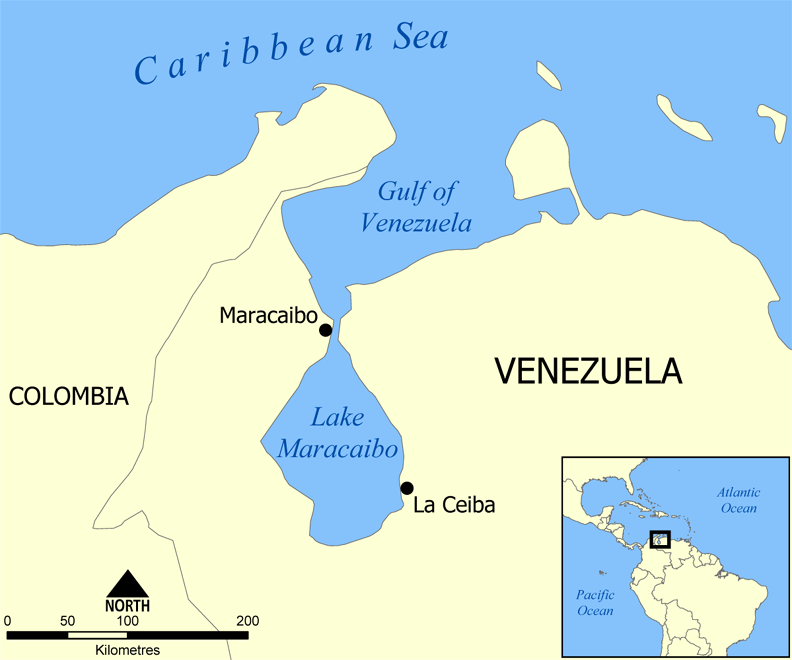
Sét Catatumbo xảy ra bên trên và xung quanh Hồ Maracaibo

Sét Catatumbo thường phát triển giữa tọa độ 8°30′B 71°0′T / 8,5°B 71°T và 9°45′B 73°0′T / 9,75°B 73°T. Cơn bão (và sét liên quan) dường như là kết quả của những cơn gió thổi qua Hồ Maracaibo và vùng đồng bằng ngập nước xung quanh. Những khối khí này không thể tránh khỏi việc gặp rặng núi cao của dãy Andes, ngọn Perijá Mountains (3,750 m), và Mérida's Cordillera, bao quanh vùng đồng bằng từ ba phía. Nhiệt và độ ẩm đã được thu thập băng qua những đồng bằng này tạo nên  một lượng điện tích và, cũng như các khối không khí bị bất ổn ở dãy núi, gây ra kết quả phần lớn là hoạt động của các cơn dông. Hiện tượng này đặc trương bơi hầu hết các cơn sét liên tiếp, đa phần là trong các đám mây, nó được hình thành trong mây vũ tích tạo ra những tia hồ quang điện lớn trong độ cao khoảng 2 đến 10 km (hoặc hơn). Sét có xu hướng bắt đầu khoảng một tiếng sau khi Mặt Trời lặn.
Trong những nghiên cứu quan trọng được hoàn thành bởi Melchor Centeno. Giữa những năm 1966 và 1970, Andrew Zavrostky đã dò xét khu vực này ba lần, với sự hỗ trợ từ đại học University of the Andes. Ông kết luận sét có vài trung tâm ở các đầm lầy thuộc công viên quốc gia Juan Manuel de Aguas, Claras Aguas Negras, và phía tây Hồ Maracaibo. Vào năm 1991, ông đề xuất rằng hiện tượng này xảy ra do các dòng khí lạnh và ấm gặp nhau xung quanh khu vực này. Nghiên cứu cũng phỏng đoán rằng một nguyên nhân cục bộ có lẽ do sự hiện hữu của uranium trên đá nền.
Giữa năm 1997 và 2000 Nelson Falcón tiến hành một vài nghiên cứu, và tạo ra mô hình vật lý vi mô đầu tiên của hiện tượng sét Catatumbo. Ông xác định mêtan tạo bởi đầm lầy và mỏ dầu trong khu vực này là nguyên nhân chủ yếu của hiên hiện tượng. Nó được lưu ý là gây tác động nhỏ lên hệ thực vật như dương xỉ, bất chấp những lo ngại.